# 克鲁格洛耶农村居民点 (别尔哥罗德州)
克鲁格洛耶农村居民点（俄语：Кругловское сельское поселение）是俄罗斯联邦别尔哥罗德州克拉斯诺耶区所属的一个农村居民点。其下辖有5个居民点，行政中心为克鲁格洛耶。据2016年统计，该农村居民点的人口为1183人。